# Unstruttal zwischen Nägelstedt und Großvargula

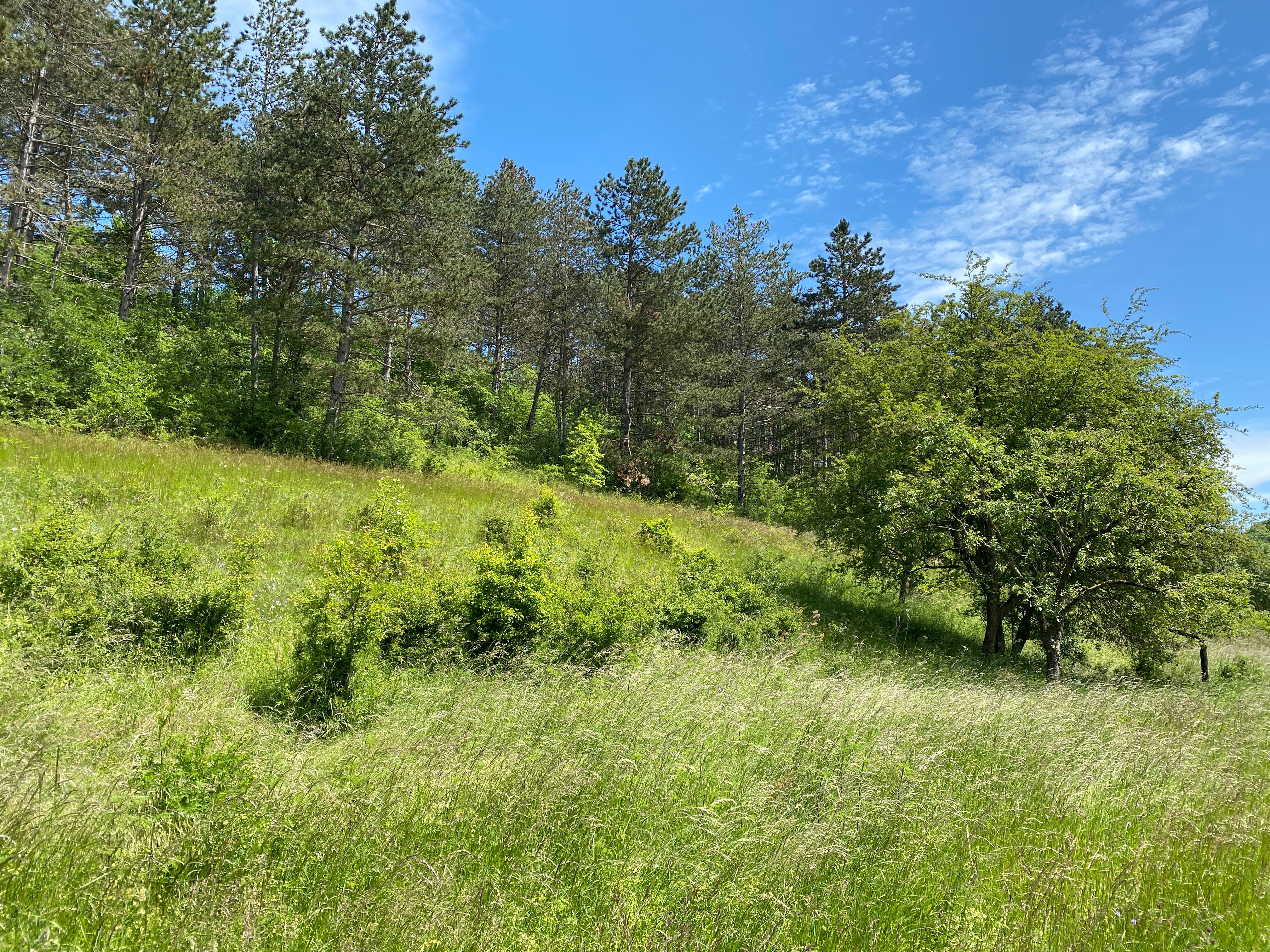
Naturschutzgebiet Unstruttal zwischen Nägelstedt und Großvargula, vom Unstrut-Radweg aus kurz hinter Nägelstedt (2022)

Das Naturschutzgebiet Unstruttal zwischen Nägelstedt und Großvargula liegt im Landkreis Gotha und im Unstrut-Hainich-Kreis in Thüringen. Es erstreckt sich entlang der Unstrut zwischen dem westlich gelegenen Nägelstedt, einem Stadtteil von Bad Langensalza, und dem östlich gelegenen Kernort der Gemeinde Großvargula. Am südöstlichen Rand des Gebietes verläuft die Landesstraße L 2128.

## Bedeutung
Das 192,6 ha große Gebiet mit der NSG-Nr. 329 wurde im Jahr 1996 unter Naturschutz gestellt. 